# دانشگاه کیم ایل سونگ
دانشگاه کیم ایل-سونگ تأسیس شده در ۱ اکتبر ۱۹۴۶ اولین دانشگاه ساخته شده در کره شمالی است. این دانشگاه در پردیسی ۱۵ هکتاری در پایتخت این کشور پیونگ‌یانگ قرار دارد. این دانشگاه به افتخار کیم ایل-سونگ، بنیانگذار و اولین فهرست رهبران کره شمالی تأسیس شده است.